# Werner Trzmiel
Werner Trzmiel (* 16. März 1942 in Castrop-Rauxel) ist ein ehemaliger deutscher Leichtathlet, der – für die Bundesrepublik startend – Mitte der 1960er Jahre bis 1970 im 110-Meter-Hürdenlauf erfolgreich war. Er startete für den Turnerbund Rauxel, den VfL Bochum und den ASC Darmstadt.
Trzmiel unterrichtete an der Leibnizschule in Offenbach am Main und ist Oberstudienrat im Ruhestand.

## Wettkämpfe
- 1965 Deutsche Hallen-Leichtathletik-Meisterschaften 1. Platz
- 1969 Europäische Hallenspiele 2. Platz
- 14 Jahre „Deutscher Rekordhalter“ über 110 m Hürden mit 13,60 s, gelaufen im Halbfinale der Olympischen Spiele 1968 (war Rekord ab Einführung der elektronischen Zeitmessung)
- Teilnahme an Olympischen Spielen:
  - 1964 in Tokio: im Vorlauf ausgeschieden (14,3 s)
  - 1968 in Mexiko-Stadt: 5. Platz mit 13,68 s
- 1967 Teilnahme am Erdteilkampf in Montreal: 4. Platz
- 1969 Halleneuroparekord in Wien über 60 m Hürden in 7,7 s
- 1970 im „Zürcher Letzigrund“ 1. Platz mit 13,4 s